# Spånga kontrakt
Spånga kontrakt är ett kontrakt i Stockholms stift inom Svenska kyrkan. 
Kontraktskoden är 1313. 

## Administrativ historik
Kontraktet bildades 1995 av församlingar som ingått i Bromma kontrakt
- Spånga församling som 2010 namnändrades till Spånga-Kista församling
- Hässelby församling
- Vällingby församling
- Kista församling som 2010 uppgick i Spånga-Kista församling

## Kontraktsprostar
| Ämbetstid | Namn              | Levnadstid | Kommentarer                           |
| --------- | ----------------- | ---------- | ------------------------------------- |
| 2018–     | Jerker Alsterlund |            | Kyrkoherde i Spånga-Kista församling. |